# فانس جورج
فانس جورج (بالإنجليزية: Vance George)‏ هو موزع أمريكي، ولد في 1933.

## وصلات خارجية
- فانس جورج على موقع ميوزك برينز (الإنجليزية)